# 위원회

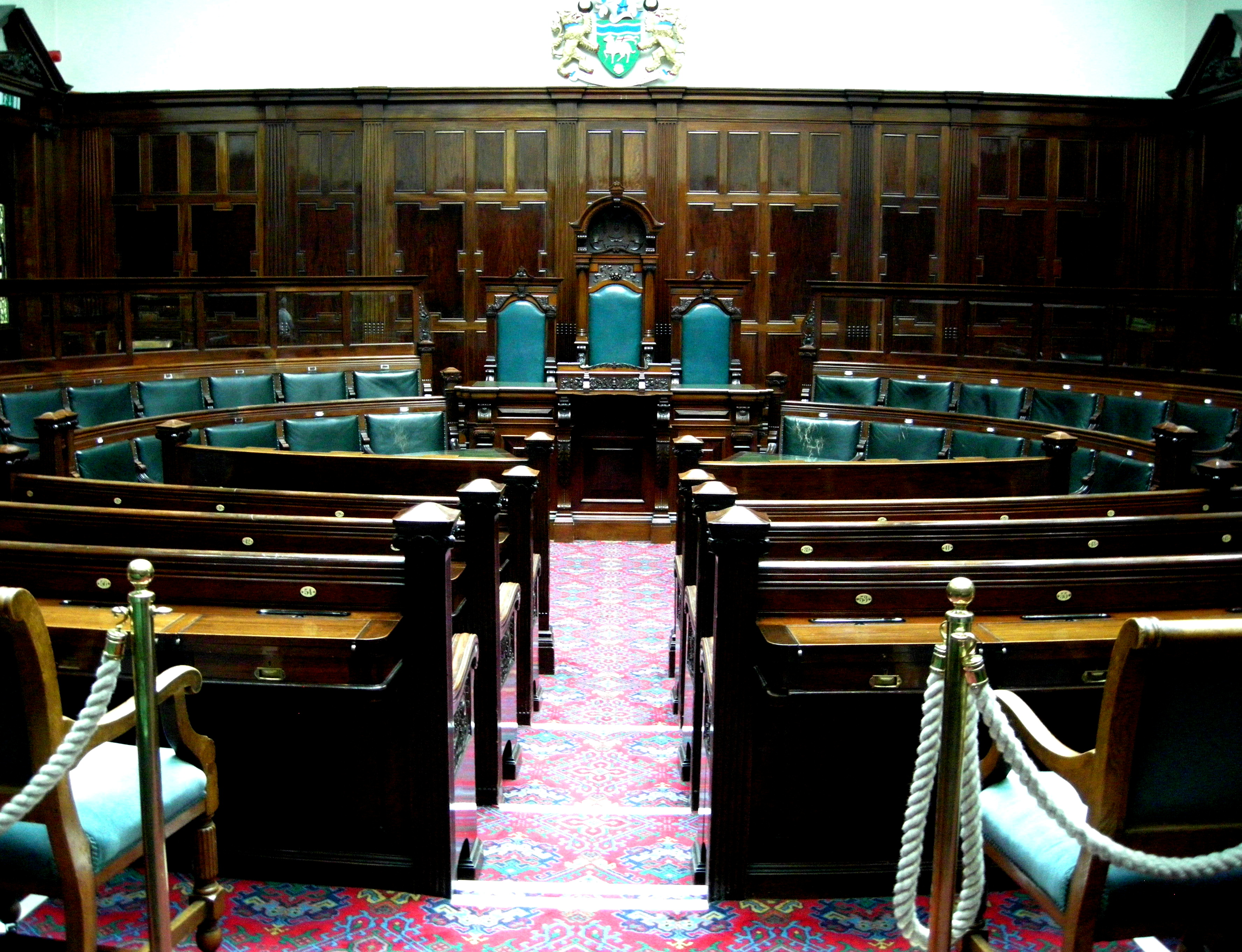
위원회 룸

위원회(委員會, 합의제 행정기관, Committee, Commission)는 단독제·독임형 조직에 대응하는 조직으로서 민주적 결정과 조정을 촉진시키기 위해 복수의 구성원으로 구성되는 합의제 행정기관이다. 19세기 말 미국의 독립규제위원회가 그 전형적 형태이다.

## 개요

### 경영학
위원회(committee)는 공식으로 제도화된 회의(formal meeting)이다. 경영규모가 확대되고 경영관리의 제문제가 복잡하게 됨에 따라 직능적 분화가 진행되고 그 결과 각 부문·각 직능 상호간의 조정이 더욱 필요하게 된다. 위원회제도는 이와 같은 조정을 주임무로 하는 조직형태이다. 그러나 현실적으로는 각종의 목적을 갖는 위원회가 성립되고 또한 그 권한과 책임의 종류도 다르다.   위원회는 우선 관리기능의 종류에 따라 ① 정책위원회, ② 계획위원회, ③ 조정위원회, ④ 통제위원회로 구별된다. 정책위원회는 경영의 정책·방침의 결정을 하는 관리기능을 갖는 것으로, 예컨대 이사회·상무회·경영위원회 등이 그 예이다.   또한 계획위원회는 구체적인 업무계획의 수립을 그 임무로 하는 것이며, 생산위원회·재무위원회를 비롯해서 투자위원회 등이 모두 이에 해당한다. 조정위원회는 각 부문 활동의 조정을 주임무로 하는 것이며, 부장회의·예산위원회 등이 그 예이다. 통제위원회는 업무활동의 계획과 집행의 비교·평가를 주임무로 하는 것으로, 예결산위원회·안전관리위원회 등이 그 예이다.   이상과는 달리 권한관계의 종류에 따라 ① 결정위원회, ② 집행위원회, ③ 입안위원회, ④ 자문위원회, ⑤ 정보위원회로 분류할 수 있다. 결정위원회는 정책·방침·절차·계획 등의 의사를 결정하는 권한을 가지며, 이사회·경영위원회의 일부 등이 이에 속한다. 집행위원회는 개개의 구체적인 문제처리를 행하는 권한을 갖는 것이며, 종업원의 채용·승진을 결정하는 인사위원회가 그 예이다. 입안위원회는 사실의 조사분석을 기초로 하여 정책계획을 입안하고 특정한 관리자의 승인을 얻는 것이며 이른바 스태프 권한을 가진다. 사무합리화위원회·직제합리화위원회 등이 이에 해당한다.   그리고 이때 자문위원회는 스스로 입안하는 권한을 가지지 않으나 상사인 관리자의 자문에 응하여 협정한 의견을 답신하는 것이다. 정보위원회는 정보를 교환하고 의사소통을 꾀하는 것을 목적으로 한다. 어떠한 위원회도 정보위원회의 성격을 띠고 있다고 하겠다. 이상에서 결정위원회 및 집행위원회는 라인권한을 가지며, 입안·자문 및 정보위원회는 이른바 스태프의 성격을 띠는 것이다.   위원회제도는 민주적 제도로서 집단토의를 통해서 관련기능간의 조정을 가능하게 하고 참여의식을 높여 협동을 확보하고 더 나아가 종합적 관리자를 양성하는 등 조직체의 유기적 운영에 기여하는 바가 크지만, 그 운영이 잘못될 때는 비능률적일 수도 있다.

### 의회
오늘날의 의회는 안건을 충분히 심의하기 위해서는 의원수가 너무 많고, 또 처리해야 할 안건이 증가하는 데 비해 심의기간이 부족할 뿐 아니라 전체 의원의 전문지식도 부족한 형편이다. 그래서 예비심사기관으로서의 위원회제도가 발달하기에 이르렀다. 위원회는 특별한 안건의 심의를 위해서 필요에 따라 수시로 설치되었다가 심의가 종료하면 소멸하는 특별위원회와 안건의 유형(類型)에 따라 상시 설치되어 있는 상임위원회가 있다. 의회에 있어서의 위원회의 중요성은 당해국이 본회 중심주의(영국)를 택하느냐 위원회 중심주의(미국·한국)를 택하느냐에 따라 달라진다.  물론 위원회제도의 발달에 대해서는 비판도 있다. 위원회 중심으로 의회가 운영될 때는 일반의원의 안건의 내용을 알기가 곤란해지고 본회의는 형식화되기가 쉽다. 또 위원회가 전문화됨에 따라 의원들의 관심이 자기 소속 위원회로만 쏠리고 그 분야의 이해관계만을 생각하는 나머지 위원회 상호간의 대립이 생길 뿐 아니라 로비스트들과 의원들이 야합하는 결과가 나타날 우려도 있다. 또한 위원회가 행정분야와 대응해서 설치될 때는 정부기관의 시녀(侍女)의 지위로 전락할 우려도 없지 않다. 이러한 결함에도 불구하고 위원회의 증가는 자연적인 경향으로 되어 있다. 따라서 위원회의 기능을 인정하면서 본회의로 하여금 책임 있게 안건을 심의할 수 있도록 하는 것이 현대 의회의 한 과제로 되어 있다.

## 특징
- 계층제 조직에 비해 수평화된 유기적·탈관료제적 조직의 일종이다.(이창원)

※위원회는 임시위원회도 있으나 상설위원회가 많다는 점에서 동태적·유기적 조직으로 보기 어렵다는 견해가 있다.
- 다수에 의한 결정이라는 점에서 행정의 민주성과 조정력을 제고한다.

- 전문가의 참여로 행정의 효율성 및 전문성을 제고할 수 있는 분권적·참여적 조직이다.

- 주로 경제적·사회적 규제업무를 수행한다.

- 행정국가의 출현으로 행정권의 비대화를 방지하기 위하여 행정부 외부에 설치된 독립된 조직이다.

## 위원회의 유형

### 자문위원회
- 개인 또는 조직전체에 대한 자문에 응하게 하고 시민의 의견을 집약하여 행정당국에 반영시키는 막료기관적 성격을 가진 합의제 기관으로 공식적인 행정관청은 아니다.

- 자문위원회의 결정은 정책적 영향력을 가질 수는 있으나 법적 구속력은 갖지 않으며 독립성이 미흡하다. 대통령령이나 부령에 의해 설치된다.

### 조정위원회
- 각 기관 혹은 개인의 상이한 의견을 통합·조정할 것을 목적으로 설치된 합의제 조직이다.

- 위원회의 결정은 건의(자문) 성질만을 띠는 것도 있고, 법적 구속력(의결권)이 있는 경우도 있다.(ex 중앙환경분쟁조정위원회)

### 행정위원회(관청적 위원회, 고유한 의미의 위원회)
- 어느 정도 중립성·독립성을 부여받고 설치되는 행정관청적 성격의 위원회로서, 그 결정은 법적 구속력을 가지며 원칙적으로 법률에 의하여 설치되고, 사무기구와 상임위원을 둔다.

- 미국의 독립규제위원회도 넓게 보면 이에 속하며 ⅰ)일선행정에 대한 규제기능 ⅱ)준입법기능 ⅲ)준사법기능 ⅳ)정책·기획·조정기능을 수행한다.

### 독립규제위원회
- 19세기 말 미국에서 자본주의의 발달에 따라 야기된 경제 및 사회문제를 규제하기 위해 행정부로부터 독립하여 준입법권·준사법권을 가지고 특수한 업무를 수행 또는 규제하기 위하여 설치된 합의제·회의식 행정기관(행정위원회의 전형적 형태로서 1887년 주간통상위원회가 그 시초)이다.

※독립규제위원회(Independent Regulatory Agencies)란 '정부로부터 독립적 성격을 지니면서 경제·사회문제에 관한 규제기능을 담당하는 합의제 형태의 행정기관'이라는 의미이다.
- 발달배경
  - 정치적 독립성 및 중립성의 확보 : 사경제의 비약적인 발전으로 복잡해진 국민의 경제활동에 대한 규제는 정치적 압력이나 영향을 덜 받는 독립관에 맡길 필요가 있었다.
  - 규제사무의 기술적 복잡성·전문성 : 규제사무의 기술적 복잡성·전문성이 요구됨에 따라 전문가의 판단이 요구되었다.
  - 행정권의 비대화 방지 및 규제사무 소관의 불분명성 : 규제사무의 소관이 불분명하였고, 이를 기존의 행정기관에 맡길 경우 행정의 혼란이나 행정권의 비대화가 우려되었다.
  - 지역적 대표성 또는 직능대표성의 확립 : 지역적 이해관계자나 직능대표를 포함시켜야 할 문제에 대해서는 기존의 행정부처보다는 합의제의 독립기관이 더 용이하다.
  - 주간통상위원회의 성공적 운영 : 1887년에 최초로 설립된 주간통상위원회의 성공적 운영은 많은 독립규제위원회의 설치를 촉진시켰다.

## 위원회의 기능
위원회는 일반적으로 늘어나는 행정기능 및 행정수요에 대응하여 관련 전문가를 행정에 참여시킴으로써 전문적 지식의 도입, 공정성 확보, 이해관계 조정과 각종 행정과 정책을 통합·조정하는 기능을 수행한다.

### 순기능
위원회 제도는 우선 한 사람에게 너무 많은 권한을 줌으로써 발생할 수 있는 권한 남용을 방지할 수 있으며, 이는 행정의 공정성 확보와 연결된다.
토론과 타협을 통해 이해관계를 조정할 수 있기 때문에 정책·기획 등과 관련하여 갈등을 해소하고 의견 충돌을 사전에 방지하는 기능을 수행하며, 정책과 관련되는 이해관계자들에게 의견을 개진할 수 있는 기회를 제공함으로써 정책에 대한 정당화를 유도할 수 있다. 또한 전문적 지식의 도입을 가능하게 함으로써 외부 전문성을 보강할 수 있고 합리적인 정책결정과 이로 인한 정책적 능률성을 제고할 수 있다.

### 역기능
위원회의 결정은 책임의 공유와 분산을 특징으로 하고 있는 바, 위원 개개인은 독임제 형태에 비해 책임감을 덜 느끼게 되고 결정에 무책임하게 될 가능성이 높으며, 타협적인 결정이 행해질 수 있다는 점이다. 또한 정부부처에 의해 설립되는 위원회는 흔히 그 부처의 이익을 보호하는 입장을 취하는 경향도 있어 부처간 갈등의 원인을 제공하기도 하며, 문제해결을 하기보다는 문제해결을 지연하는 수단으로 활용될 수 있다.

## 대한민국의 위원회
- 자문위원회
  - 대통령 소속
    - 개인정보보호위원회
    - 경제사회발전노사정위원회
    - 국가경쟁력강화위원회
    - 통일준비위원회
    - 국가브랜드위원회
    - 국가생명윤리심의위원회
    - 국가과학기술위원회
    - 국가정보화전략위원회
    - 국가건축정책위원회
    - 국가에너지위원회
    - 녹색성장위원회
    - 미래기획위원회
    - 사회통합위원회
    - 아시아문화중심도시조성위원회
    - 지역발전위원회
    - 도서관정보정책위원회

  - 국무총리 소속
    - 정부업무평가위원회
    - 정보화추진위원회

- 행정위원회
  - 대통령 소속
    - 방송통신위원회
    - 규제개혁위원회

  - 국무총리 소속
    - 국민권익위원회
    - 공정거래위원회
    - 금융위원회
    - 원자력안전위원회

  - 각 부처 소속
    - 중앙토지수용위원회(국토해양부)
    - 중앙노동위원회(노동부)
    - 소청심사위원회(인사혁신처)

  - 독립
    - 중앙선거관리위원회
    - 금융통화위원회(한국은행)
    - 국가인권위원회

### 대한민국 국회의 위원회
- 상임위원회
  - 국회운영위원회
  - 법제사법위원회
  - 정무위원회
  - 기획재정위원회
  - 외교통상통일위원회
  - 국방위원회
  - 행정안전위원회
  - 교육과학기술위원회
  - 문화체육관광방송통신위원회
  - 농림수산식품위원회
  - 지식경제위원회
  - 보건복지가족위원회
  - 국토해양위원회
  - 여성위원회
  - 환경노동위원회
  - 정보위원회
- 특별위원회
  - 예산결산특별위원회
  - 윤리특별위원회
  - 여성특별위원회

### 기타
- 정부공직자윤리위원회
- 인터넷선거보도심의위원회(주무부처 : 중앙선거관리위원회)
- 행정심판위원회(주무부처 : 국무총리)
- 정부업무평가위원회(주무부처 : 국무총리)
- 사행산업통합감독위원회(주무부처 : 국무총리)
- 새만금위원회(주무부처 : 국무총리실)
- 이북5도위원회(주무부처 : 행정안전부)
- 경찰위원회(주무부처 : 행정안전부)
- 한국해양학위원회(주무부처 : 국토해양부)
- 한국문화예술위원회(주무부처 : 문화체육관광부)
- 영화진흥위원회(주무부처 : 문화체육관광부)
- 신문발전위원회(주무부처 : 문화체육관광부)
- 영상물등급위원회(주무부처 : 문화체육관광부)
- 게임물관리위원회(주무부처 : 문화체육관광부)
- 한국저작권위원회(주무부처 : 문화체육관광부)
- 한국간행물윤리위원회(주무부처 : 문화체육관광부)
- 한국방문의해위원회(주무부처 : 문화체육관광부)
- 한국도핑방지위원회(주무부처 : 문화체육관광부)
- 한국스포츠중재위원회
- 사학분쟁조정위원회(주무부처 : 교육과학기술부)
- 국사편찬위원회
- 교원소청심사위원회
- 복권위원회(주무부처 : 기획재정부)
- 무역위원회(주무부처 : 지식경제부)
- 전기위원회(주무부처 : 지식경제부)
- 건강보험분쟁조정위원회(주무부처 : 보건복지가족부)
- 고용보험심사위원회(주무부처 : 노동부)
- 최저임금위원회(주무부처 : 노동부)
- 산업재해보상보험재심사위원회(근로복지공단에 기속)
- 보훈심사위원회(주무부처 : 국가보훈처)
- 행정정보공유추진위원회
- 방송통신심의위원회
- 시장감시위원회(한국거래소 산하)
- KBO
- 한국권투위원회
- 항공철도사고조사위원회
- 언론중재위원회
- 정보보호마크인증위원회
- 특수임무수행자보상심의위원회
- 진실화해를위한과거사정리위원회
- 제주4.3사건 진상규명 및 희생자 명예회복위원회
- 동학농민혁명참여자 명예회복 심의위원회
- 친일반민족행위자재산조사위원회
- 민주화운동 관련자 명예회복 및 보상 심의위원회
- 대일항쟁기 강제동원 피해조사 및 국외강제 동원 희생자등 지원위원회
- 반인도 범죄 조사위원회

## 같이 보기
- 코커스